# Christoph Graupner

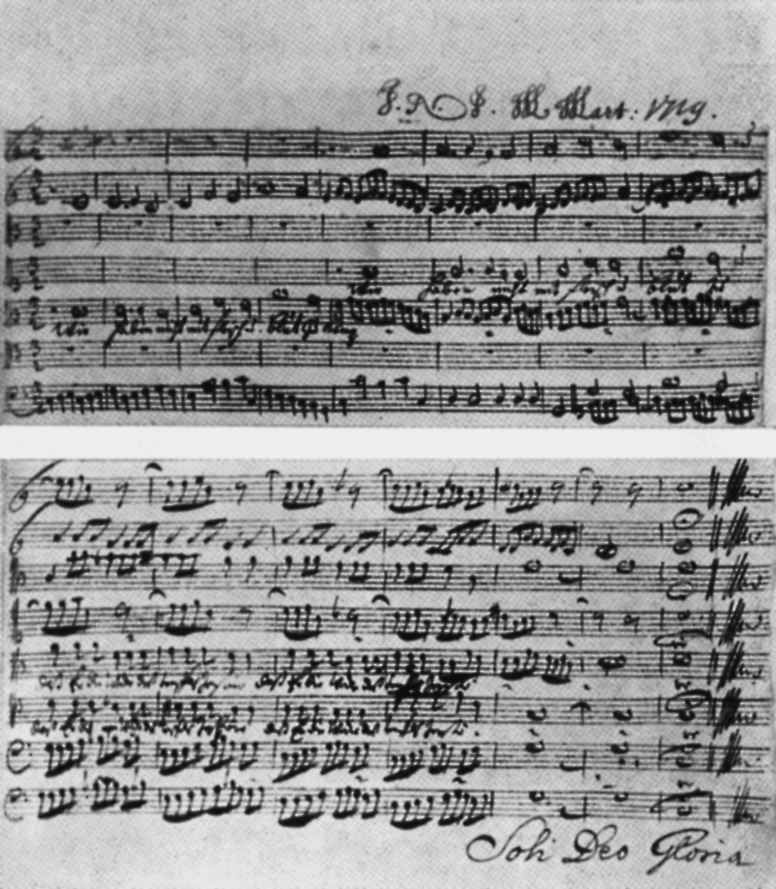
Graupners handskrift av hans kantat Wir haben nicht mit Fleisch und Blut zu kämpfen.

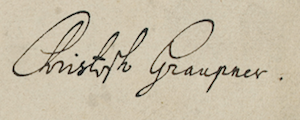
Tecken på Christoph Graupner.

Christoph Graupner, född 13 januari 1683 i Kirschberg, Sachsen, död 10 maj 1760 i Darmstadt, var en tysk tonsättare.
Graupner studerade vid Thomasskolan i Leipzig. Han studerade musik för thomaskantorerna Johann Schelle och dennes efterträdare Johann Kuhnau. 1705 blev han cembalist i operaorkestern i Hamburg. Vid denna tid komponerade han flera operor som rönte stor framgång hos publiken.
1711 blev han hovkapellmästare hos lantgreven Ernst Ludwig von Hessen-Darmstadt där han stannade till sin död.

## Verk
Graupners omfångsrika produktion finns i stort sett komplett bevarad i universitetsbiblioteket i Darmstadt. 
Fram till 1719 skrev han nästan uteslutande operor, men skrev därefter både kyrkomusik och instrumentalmusik. 1754 hade han blivit blind och kunde därefter inte komponera mer. Han skrev sammanlagt ca 2 000 verk: 1 418 kyrkokantater, 24 världsliga kantater, 113 symfonier, 44 solokonserter för 1–4 instrument, 80 sviter, 36 kammarsonater och åtta operor.
Sedan 2005 finns en verkförteckning över instrumentalverken utgiven av Carus musikförlag i Stuttgart. Den kommer att följas av en förteckning över vokalverken.